# معاملة المثليين في أوزبكستان
يواجه الأشخاص من المثليين والمثليات ومزدوجي التوجه الجنسي والمتحولين جنسياً (اختصاراً: مجتمع الميم) في أوزبكستان تحديات قانونية واجتماعية لا يواجهها غيرهم من المغايرين جنسيا. يعتبر النشاط الجنسي المثلي بين الرجال غير قانوني في أوزبكستان وتتراوح عقوبته بين الغرامة والسجن لمدة تصل إلى 3 سنوات. ويواجه الأشخاص من مجتمع المثليين وصمة عار بين السكان. كما أن المنازل التي يعيش فيها الشركاء المثليون غير مؤهلة للحصول على نفس الحماية القانونية المتاحة للأزواج المغايرين.

## قانونية النشاط الجنسي المثلي
قانون العقوبات 1994/95 (مراجعة 2001)
- § 120

” «بيسوكوابوزليك» أي ما يعني الاتصال الجنسي الطوعي بين فردين من الرجال – سيعاقب عليه بالسجن لما يصل إلى ثلاثة سنوات.“ 

## ملخص
| قانونية النشاط الجنسي المثلي                                                                  | بين الرجال (العقوبة: السجن لمدة تصل إلى 3 سنوات)/ (بين النساء) |
| المساواة في السن القانوني للنشاط الجنسي                                                       | (بين الرجال)/ (بين النساء)                                     |
| قوانين مكافحة التمييز في التوظيف                                                              | No                                                             |
| قوانين مكافحة التمييز في توفير السلع والخدمات                                                 | No                                                             |
| قوانين مكافحة التمييز في جميع المجالات الأخرى (تتضمن التمييز غير المباشر، خطاب الكراهية)      | No                                                             |
| قوانين مكافحة أشكال التمييز المعنية بالهوية الجندرية                                          | No                                                             |
| زواج المثليين                                                                                 | No                                                             |
| الاعتراف القانوني بالعلاقات المثلية                                                           | No                                                             |
| تبني أحد الشريكين للطفل البيولوجي للشريك الآخر                                                | No                                                             |
| التبني المشترك للأزواج المثليين                                                               | No                                                             |
| يسمح للمثليين والمثليات ومزدوجي التوجه الجنسي والمتحولين جنسيا بالخدمة علناً في القوات المسلحة | No                                                             |
| الحق بتغيير الجنس القانوني                                                                    | No                                                             |
| علاج التحويل محظور على القاصرين                                                               | No                                                             |
| الحصول على أطفال أنابيب للمثليات                                                              | No                                                             |
| الأمومة التلقائية للطفل بعد الولادة                                                           | No                                                             |
| تأجير الأرحام التجاري للأزواج المثليين من الذكور                                              | (غير قانوني للأزواج المغايرين كذلك)                            |
| السماح للرجال الذين مارسوا الجنس الشرجي التبرع بالدم                                          | No                                                             |